# Satigachha
Satigachha è una suddivisione dell'India, classificata come census town, di 8.400 abitanti, situata nel distretto di Nadia, nello stato federato del Bengala Occidentale. In base al numero di abitanti la città rientra nella classe V (da 5.000 a 9.999 persone).

## Geografia fisica
La città è situata a 23° 10' 10 N e 88° 32' 47 E.

## Società

### Evoluzione demografica
Al censimento del 2001 la popolazione di Satigachha assommava a 8.400 persone, delle quali 4.265 maschi e 4.135 femmine. I bambini di età inferiore o uguale ai sei anni assommavano a 944, dei quali 496 maschi e 448 femmine. Infine, coloro che erano in grado di saper almeno leggere e scrivere erano 5.432, dei quali 2.953 maschi e 2.479 femmine.